# 전문 검색
전문 검색 또는 풀텍스트 검색(full-text search)은 텍스트 검색에서 컴퓨터에 저장된 문서 또는 전문 데이터베이스를 검색하는 기법이다. 전문 검색은 메타데이터 기반 검색이라든지 데이터베이스에 표현된 원문의 일부(예: 제목, 추상 문구, 선택된 부분, 각주)에 기반한 검색과는 구별한다.
전문 검색에서 검색 엔진은 저장된 모든 문서의 내용을 검사하며 예를 들어 사용자가 지정한 텍스트를 검색하는 등 검색 기준의 일치를 시도한다. 전문 검색 기법들은 1990년대에 온라인 서지 데이터베이스에서 일상화되었다. 수많은 웹사이트들과 응용 프로그램(예: 워드 프로세서 소프트웨어)들은 전문 검색 기능을 제공한다. 알타비스타 등 일부 웹 검색 엔진은 전문 검색 기법을 사용하지만 다른 엔진들은 색인 시스템이 검사하는 웹 페이지의 일부 내용만을 색인 처리한다.

## 소프트웨어

### 자유, 오픈 소스 소프트웨어
- 아파치 루씬
- 아파치 솔
- PostgreSQL

### 사유 소프트웨어
- HP 오토노미
- 일래스틱서치
- SAP HANA

## 같이 보기
- 패턴 매칭, 문자열 검색 알고리즘
- 정보 검색
- 웹크롤러